# Przyjma (gmina)
Przyjma (od 1870 Kazimierz (Biskupi)) – dawna gmina wiejska istniejąca do 1870 roku w guberni kaliskiej. Siedzibą władz gminy była Przyjma.
Za Królestwa Polskiego gmina Przyjma należała do powiatu słupeckiego w guberni kaliskiej. 31 maja 1870 do gminy przyłączono pozbawiony praw miejskich Kazimierz (Biskupi), po czym gminę przemianowano na  Kazimierz (Biskupi).